# 锡纳马里河
锡纳马里河（法語：Sinnamary，法語發音：[sinamaʁi]）是法国海外省法属圭亚那的河流，长262千米，发源自圣埃利，于锡纳马里流入大西洋。